# 난중잡록
난중잡록(亂中雜錄)은 대한민국 전북특별자치도 남원시 남원향토박물관에 있는, 임진왜란 당시 의병장으로 활약했던 조경남이 13세인 선조 15년(1585)부터 인조 15년(1637)까지 57년간의 국내의 중요한 사실을 기록한 책이다. 1984년 9월 20일 전라북도의 유형문화재 제107호로 지정되었다.

## 개요
임진왜란 당시 의병장으로 활약했던 조경남이 13세인 선조 15년(1585)부터 인조 15년(1637)까지 57년간의 국내의 중요한 사실을 기록한 것으로, 산서야사(山西野史)라고 부르기도 한다.
특히 임진왜란과 정유재란에 대한 부분은 이순신 장군의『난중일기』보다 훨씬 광범위하게 다루어졌으며, 이 밖에도 이괄의 난, 병자호란, 정묘호란 등 중요 전란과 당시의 풍속 및 조정에서 일어난 사실들이 자세하게 기록되어 있다.
이것은 총 10권으로 구성되었는데 편의상 후반 5권을『속잡록』이라 부르고 있다. 현재 그의 후손이 보관하고 있는데 그 원문이 공개되면 문화재적 가치가 매우 클 것으로 보인다. 또한 이것은 조선시대 전쟁사를 연구하는데 매우 중요한 자료로 평가된다.

## 현지 안내문
남원군 주천면 운송리 출생의 조경남 의병장이 13세인 1582년부터 일기를 쓰기 시작하여 임진, 정유란에 자신이 의병으로 유격활동을 한 내용과 당시 국내외 정세, 남원성 싸움 등을 그대로 기술하고 또 이괄의 난, 정묘호란, 병자호란등 중요 전란과 그 밖의 역사적 주요 변화 사항, 당시의 풍속, 민저으 조정에서 일어난 사실들을 낱낱이 적었다. 그 문체가 수려하고 간결하여 귀중한 사료로 평가되며 순 한문체로 썼다. 전후에도 집필을 계속하여 병자호란 2년후(1638년)까지 장장 57년간이나 써온 일기체 역사서로써 이순신 장군의 난중일기에 버금간다. 묘소가 있는 이백면 초동은 부근의 산이 동·서·남·북으로 막혀 있어 전쟁때에는 의병 훈련장으로 쓰였다고 추정되며 묘소와 묘비가 있으나 비문은 마멸되어 내용을 알 수 없다.

## 같이 보기
- 조경남

## 참고 자료
- 난중잡록 - 국가유산청 국가유산포털